# Metaphalangium strandi
Metaphalangium strandi is een hooiwagen uit de familie echte hooiwagens (Phalangiidae).